# Apogonia unidens
Apogonia unidens är en skalbaggsart som beskrevs av Frey 1962. Apogonia unidens ingår i släktet Apogonia och familjen Melolonthidae. Inga underarter finns listade i Catalogue of Life.